# Sráči
Sráči je televizní film Roberta Sedláčka z roku 2011 pro ostravské studio České televize, jehož předpremiéra se ale konala na Letní filmové škole v Uherském Hradišti. Jde o první Sedláčkův film, kdy nerežíroval svůj scénář.
Děj se odehrává v Třinci a vypráví o vykradačích bank a pošt a zkorumpovaných policistech. Aby film bylo možno v televizi vysílat před desátou hodinou večerní, režisér z něho vystřihl dlouhou scénu se šňupáním kokainu.
Pracovní název filmu byl Krysy.

## Obsazení
| Jaroslav Plesl    | Dan                             |
| Jiří Bartoška     | Martin                          |
| Jaromír Dulava    | Zidan                           |
| Robert Mikluš     | Luky                            |
| Emil Horváth      | Bronx                           |
| Petr Čtvrtníček   | Pepa Černý                      |
| Marek Daniel      | Maty                            |
| Vladimíra Erbová  | Eva                             |
| Anna Cónová       | Karla                           |
| Norbert Lichý     | úředník Úřadu práce             |
| Zdena Hadrbolcová | poštovní úřednice               |
| Anna Konieczna    | barmanka                        |
| Tomáš Sýkora      | inspektor Ministerstva vnitra   |
| Jiří Vyorálek     |                                 |
| Vladimír Čapka    |                                 |
| Kostas Zerdolaglu |                                 |
| Karol Suszka      |                                 |
| Johana Švarcová   |                                 |
| Marcela Čapková   |                                 |
| Zdeněk Zapletal   | pracovník bezpečnostní agentury |